# میلنیوم (رمان)
میلنیوم (به انگلیسی: Millennium) عنوان یک مجموعه رمان جنایی پرفروش که توسط روزنامه‌نگار و نویسنده سوئدی استیگ لارسن خلق و نوشته شده است. شخصیت‌های اصلی در این سری لیسبت سالاندر دختری بیست تا سی ساله با حافظه‌ای قوی و روابط اجتماعی ضعیف و میکائیل بلومکویست یک محقق روزنامه‌نگار و ویراستار مجله‌ای به نام هزاره (میلنیوم) هستند. هنگامی که استیگ لارسن شروع به نوشتن این سری کرد، قصد نوشتن ده کتاب را داشت اما به‌دلیل مرگ ناگهانی و زود هنگام، او فقط توانست سه نسخه اول و نیمی از قسمت چهارم را تمام کند. سری میلنیوم تا مارس ۲۰۱۵ توانسته، بیش از ۸۰ میلیون نسخه در بیش از ۵۰ کشور دنیا به فروش برساند. سه رمان اولیه به ترتیب توسط طرفدارانش با اژدها، آتش و زنبور نامگذاری شده‌اند.
این سه کتاب شامل:
- ۲۰۰۵ - دختری با خالکوبی اژدها (به سوئدی: Män som hatar kvinnor)
- ۲۰۰۶ - دختری که با آتش بازی کرد (به سوئدی: Flickan som lekte med elden)
- ۲۰۰۷ - دختری که به لانه زنبور لگد زد (به سوئدی: Luftslottet som sprängdes)

چهارمین و پنجمین کتاب نیز با نام‌های دختری در تار عنکبوت و دختری که چشم در ازای چشم می‌گیرد، در ادامهٔ این مجموعه توسط انتشارات Nordstedts بازراه‌اندازی شد و در سال‌های ۲۰۱۵ و ۲۰۱۷ منتشر گردید. این کتاب‌ها بر اساس شخصیت‌های لارسن، و نوشتهٔ نویسنده و روزنامه‌نگار سوئدی دیوید لاگرکرانتس است.

## آغاز انتشار
او در ۱۵ سالگی شاهد مورد تجاوز قرار گرفتن دختری شد که این مسئله باعث تنفر او از خشونت و تجاوز علیه زنان در تمام زندگی او شد. استیگ هیچ‌وقت خود را برای کمک نکردن به آن دختر نبخشید و از این زمان بود که موضوع اصلی کتاب‌های او خشونت‌های جنسی علیه زنان شد. چند روز بعد استیگ که احساس گناه می‌کرد، از قربانی طلب بخشش کرد، اما او نپذیرفت. نام آن دختر لیزبث بود، نامی که او برای شخصیت اصلی سه کتاب خود یعنی لیزبث سلندر انتخاب کرد.
در هنگام نوشتن این سری، او همچنین تحت تأثیر دو قتل دیگر قرار گرفت. ملیسا نوردل یک مدل که توسط دوست پسرش به قتل رسید و فادیمه شاهین دال، یک زن کُرد که توسط پدرش با ضرب گلوله به سر او کشته شد. هر دو زن به‌دست مردها کشته شده و قربانی جنایت ناموسی شدند. او از سال ۱۹۹۷ شروع به نوشتن کرد و قبل از اینکه دو کتاب اول را تمام کند و شروع به نوشتن کتاب سوم کند در تابستان سال ۲۰۰۳ به دنبال ناشری برای چاپ سری رمان خود گشت. اولین تماس او با نشریه‌ای به نام Piratförlaget بود که دو بار پیاپی نمایشنامه او را نپذیرفت (که شاید بزرگ‌ترین اشتباه در تاریخ ناشرین سوئد بود). این انتشارات Nordstedts بود که فرصت بستن قرارداد با او را در اواخر سال ۲۰۰۳ داشت. همچنین حق امتیاز چاپ کتاب توسط انتشاراتی در آلمان و نروژ حتی قبل از اینکه در سوئد منتشر شود خریداری شد. در سال ۲۰۰۴، استیگ لارسن تغییرات کوچکی در دو کتاب اول خود که تمام شده بودند ایجاد کرد و سومین کتاب را نیز به اتمام رساند. هنگامی که در نوامبر ۲۰۰۴ توسط ایست قلبی جان سپارد، فقط چند ماه بود که اولین سری از سه‌گانه هزاره در سوئد منتشر شده بود و بلافاصله نیز موفقیت چشمگیری دربرداشت.

## چهارمین کتاب

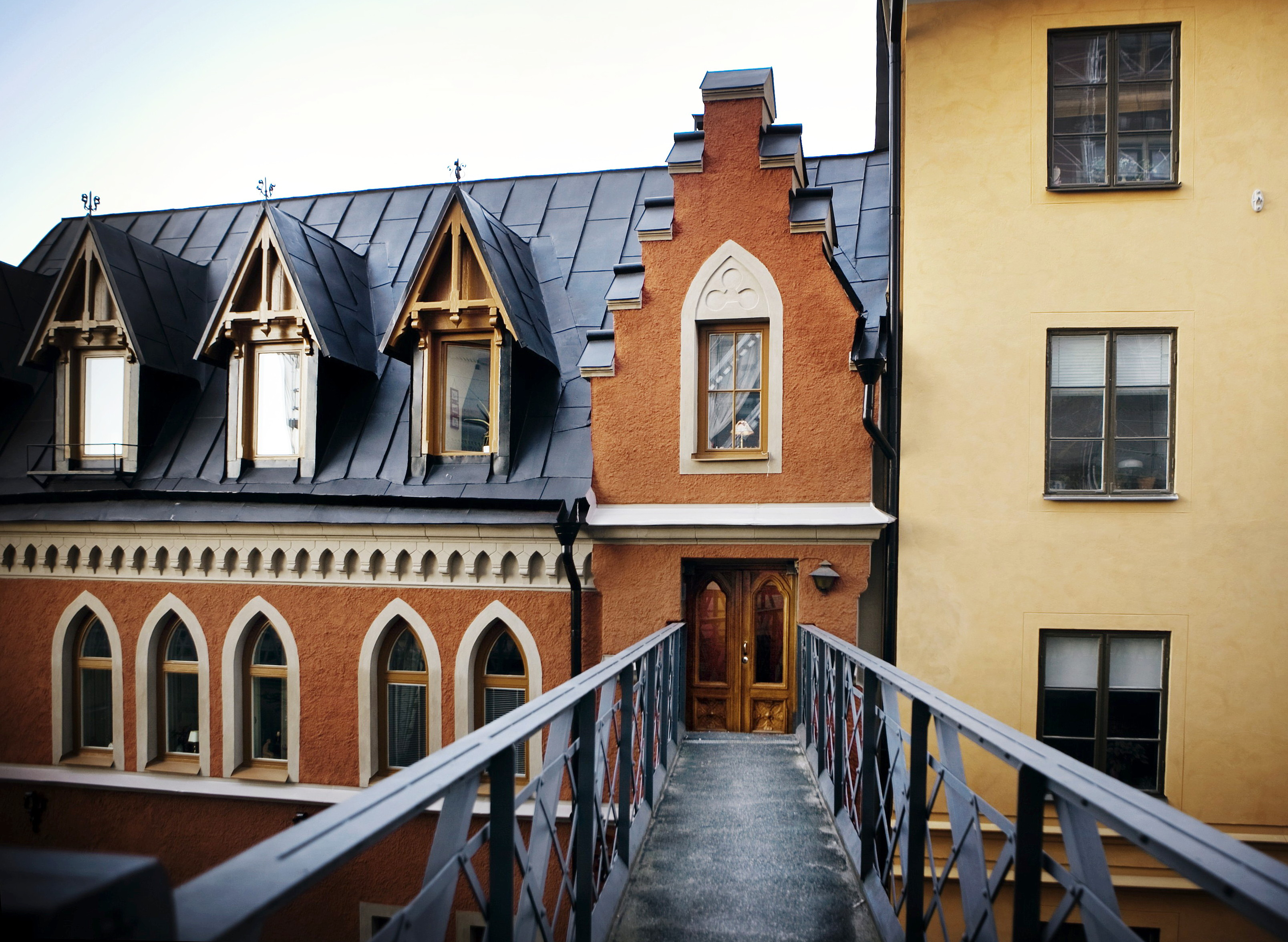
خانه‌ای در بلمانس‌گاتان شماره ۱، جایی که شخصیت رمان میکائیل بلومکویست در آن زندگی می‌کرد.

استیگ یک ماه قبل از مرگ، از طریق رایانامه به یکی از دوستانش خبری مبنی برنوشتن نیمی از قسمت چهارم را داده بود. استیگ گفته بود، ابتدا و انتهای داستان قسمت چهارم را نوشته، اما قسمت میانی هنوز به پایان نرسیده است.
بسیاری از خواننده‌ها درخواست کردند ایوا گابریلسون شریک زندگی استیگ که او نیز یک نویسنده بود و در زمان حیات استیگ درگیر نوشته‌های او نیز بود، می‌تواند کتاب چهارم را به اتمام برساند. ایوا نیز موافق این قضیه بود، اما حوزه قضایی سوئد از این کار جلوگیری کرد.
در نهایت چهارمین کتاب نیز تحت عنوان دختری در تار عنکبوت، در ادامهٔ سه‌گانه میلنیوم توسط نویسنده و روزنامه‌نگار جنایی دیوید لاگرکرانتس و در سال ۲۰۱۵ منتشر گردید.